# Eva Kocher
Eva Kocher (* 1965 in Stuttgart) ist eine deutsche Juristin und Hochschullehrerin.

## Leben
Von 1985 bis 1990 studierte sie Rechtswissenschaften in Tübingen und Hamburg. Während der Promotion von 1991 bis 1994 an der Universität Hamburg wurde Eva Kocher mit einem Stipendium der Hans-Böckler-Stiftung gefördert. Thema der unterstützten Dissertation war „Sozialplangestaltung bei Einführung neuer Techniken“. Nach dem Referendariat (1993–1996) habilitierte Eva Kocher sich auf Anregung von Heide Pfarr im Jahr 2004 (Verleihung der Lehrbefugnis als Privatdozentin (Zivilrecht, Zivilverfahrensrecht, Arbeitsrecht, Rechtsvergleichung und Internationales Privatrecht)). Sie ist seit 2012 Inhaberin des Lehrstuhls für Bürgerliches Recht, Europäisches und Deutsches Arbeitsrecht sowie Zivilverfahrensrecht an der Europa-Universität Viadrina. Nach dem Weggang von Julia von Blumenthal an die Humboldt-Universität zu Berlin übernahm sie von Oktober 2022 bis April 2023 als Geschäftsführende Präsidentin die Leitung der Viadrina. Seit 2018 ist sie Vorsitzende der Vereinigung für Recht und Gesellschaft e. V.

## Themen und Schwerpunkte
Eva Kocher benannte ihren Lehrstuhl in Center for Interdisziplinary Labor Studies um, was ihrer Ansicht nach auch Wissenschaftler mit „anderen Blickwinkeln“ ansprechen würde. Damit zielte sie auf ein Zusammenführen von kulturwissenschaftlichen und sozialwissenschaftlichen Ansätzen mit der Rechtswissenschaft ab. Im Rahmen des internationalen Forschungsprojekts Care4Care legte sie im Jahr 2025 gemeinsam mit dem Soziologen Ziga Podgornik-Jakil ein Thesenpapier vor, das basierend unter anderem auf den Ergebnissen ihrer Arbeitsgruppe an der Frankfurter Europa-Universität Viadrina, Veränderungen im Berufsbild und im Tätigkeitsfeld der Pflege forderte. Dieses sogenannte „Policy Paper“ kritisierte europaweit existierende Defizite in Prävention und Arbeitsschutz, mangelnden Schutz insbesondere weiblicher Berufsangehöriger vor Gewalt und eine unzureichende Durchlässigkeit der Strukturen, was sich insbesondere bei Aufstiegs- und Karrierechancen auswirkt und wiederum in erster Linie Frauen betrifft. Zudem wurde die Situation im Tätigkeitsbereich von im Haushalt wohnenden Pflegekräften im Rahmen der häuslichen Pflege in den Blick genommen.

## Schriften (Auswahl)
- Gesetzentwurf für eine Verbandsklage im Arbeitsrecht. Gutachten. Düsseldorf 2002, ISBN 3-935145-46-2.
- Funktionen der Rechtsprechung. Konfliktlösung im deutschen und englischen Verbraucherprozessrecht. Tübingen 2007, ISBN 3-16-149101-7.
- Effektive Mobilisierung von Beschäftigtenrechten. Das Arbeitsrecht in der betrieblichen Praxis. Düsseldorf 2009, ISBN 978-3-86593-127-6.
- Europäisches Arbeitsrecht. Baden-Baden 2020, ISBN 3-8487-5828-8.
- Das Andere des Arbeitsrechts. Perspektiven feministischen Rechtsdenkens. Velbrück Wissenschaft, Weilerswister 2024, ISBN 978-3-95832-366-7.